# 潮安站
潮安站，位于广东省潮州市潮安区站前路，是梅汕铁路上的火车站，建于1995年，由中国铁路广州局集团惠州车务段管辖。站内设有汕头市百广物流有限公司的专用线。

## 歷史

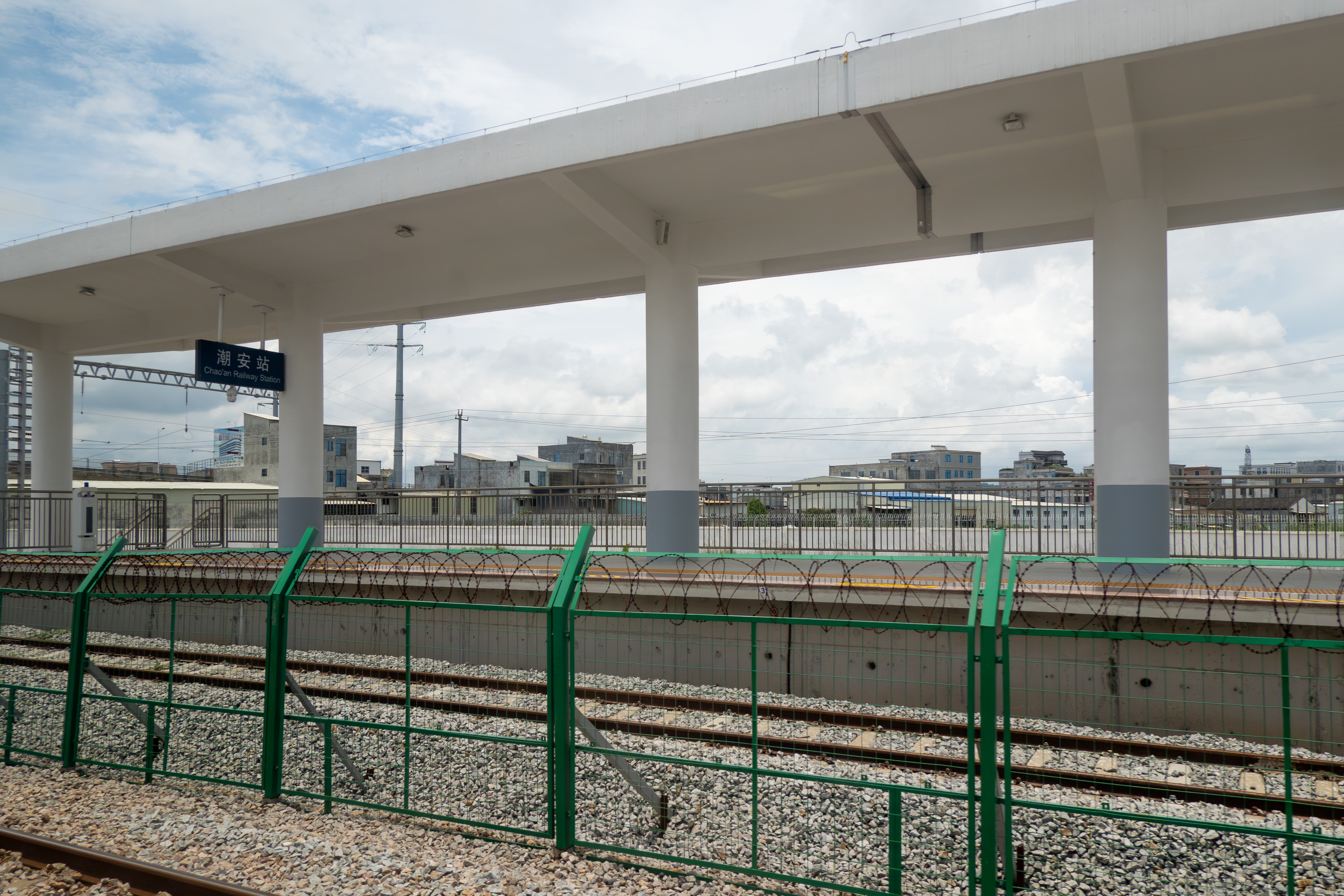
扩建完成但尚未启用的2站台（2024年6月）

潮安站于1995年9月28日和12月28日分别开通了货运和客运业务。后车站停止客运服务。
2018年，潮安站恢复客运功能获广铁集团批复。2022年4月，潮安站提质改造项目（即恢复客运）及货场适应性改造工程正式开工，当中将新建旅客站房1座、旅客站台2座及配套措施，以及梅汕线既有3、4道货运线改为客运线及新建5、7道货物线。2024年5月23日，潮安站新站型启用，车站已达到开办客运的条件。
2025年1月14日，潮安站恢复客运业务。初期安排16趟列车停靠，其中上、下行各8列。